# A litván labdarúgó-válogatott szövetségi kapitányainak listája
A litván labdarúgó-válogatott szövetségi kapitányai
- Utolsó elszámolt mérkőzés: Lengyelország–Litvánia: 0–0, 2016. június 6.

| Név                          | Nemzetiség   | Időszak   | Mérk. | Gy. | D. | V. | Gólok |
| ---------------------------- | ------------ | --------- | ----- | --- | -- | -- | ----- |
| Benjaminas Zelkevičius       | Litvánia     | 1990–1991 | 3     | 1   | 2  | 0  | 7–4   |
| Algimantas Liubinskas        | Litvánia     | 1992–1994 | 29    | 7   | 8  | 14 | 29–48 |
| Benjaminas Zelkevičius       | Litvánia     | 1995–1997 | 29    | 12  | 6  | 11 | 45–41 |
| Kęstutis Latoža              | Litvánia     | 1998–1999 | 18    | 5   | 4  | 9  | 15–24 |
| Robertas Tautkus (megbízott) | Litvánia     | 1999      | 1     | 0   | 0  | 1  | 0–3   |
| Stasys Stankus               | Litvánia     | 2000      | 8     | 2   | 0  | 6  | 8–18  |
| Julius Kvedaras (megbízott)  | Litvánia     | 2000      | 1     | 0   | 0  | 1  | 1–6   |
| Benjaminas Zelkevičius       | Litvánia     | 2001–2003 | 19    | 4   | 3  | 12 | 20–41 |
| Algimantas Liubinskas        | Litvánia     | 2003–2008 | 50    | 18  | 6  | 26 | 54–65 |
| José Couceiro                | Portugália   | 2008–2009 | 15    | 6   | 3  | 6  | 17–15 |
| Raimondas Žutautas           | Litvánia     | 2010–2011 | 16    | 4   | 3  | 9  | 11–22 |
| László Csaba                 | Magyarország | 2012–2013 | 16    | 2   | 4  | 10 | 12–28 |
| Igoris Pankratjevas          | Litvánia     | 2013–2015 | 21    | 5   | 5  | 11 | 14–31 |
| Edgaras Jankauskas           | Litvánia     | 2016–     | 5     | 1   | 1  | 3  | 3–6   |